# آن سي. كريسبين
آن سي. كريسبين (بالإنجليزية: Ann C. Crispin)‏ (5 أبريل 1950، ستامفورد في الولايات المتحدة - 6 سبتمبر 2013 في الولايات المتحدة)؛ كاتِبة وروائية أمريكية.